# Дублер (фільм, 2000)
Дублер (англ. The Alternate) — американський бойовик 2000 року.

## Сюжет
Американський президент на виборах намагатися зберегти за собою високий пост. Але, судячи з усього, вже ніщо не може допомогти йому отримати перемогу. Щоб підняти рейтинг президента, Білий Дім задумує інсценувати його викрадення та звільнення. Але командир загону спецназівців, якому доручена операція, вирішує вбити президента, знищити своїх людей і зникнути з викупом.

## У ролях
| Актор            | Роль                       |
| ---------------- | -------------------------- |
| Ерік Робертс     | Дублер                     |
| Брайан Джинесс   | Лідер                      |
| Айс-Ті           | агент Вільямс              |
| Майкл Медсен     | агент Джек Бріггс          |
| Джон Бек         | президент Феллбрук         |
| Брук Тейсс       | Мері                       |
| Ларрі Манетті    | агент Гарріс               |
| Елайза Робертс   | начальник штабу Дональдсон |
| Дж. Синтія Брукс | місіс Феллбрук             |
| Річард Стейнметц | командир                   |
| Гайді Джо Маркел | репортер                   |
| Ронн Мосс        | несправжній президент      |